# Kirstie Alley
Kirstie Alley, született Kirsten Louise Alley (Wichita, 1951. január 12. – Tampa, 2022. december 5.) Golden Globe- és kétszeres Primetime Emmy-díjas amerikai színésznő, producer. 
Leghíresebb szerepe Rebecca Howe a Cheers című sorozatból, amely alakításáért 1991-ben Golden Globe-díjjal jutalmazták.
Első szerepét 1982-ben kapta Saavik hadnagyként az Űrszekerek II: A Khan bosszúja című filmben.

## Gyermekkora és családja
Lillian Mickie háztartásbeli és Robert Deal Alley fűrészáru vállalat tulajdonosának lánya, két testvére van: Colette és Craig. 1981-ben szülei súlyos autóbalesetet szenvedtek, melyben anyja meghalt, apja pedig súlyosan megsérült. Kirstie a Wichita Southeast High School-ba járt, ahol pompomlány volt. Azután a kansasi egyetemre járt, majd a második év után otthagyta, hogy színész lehessen.

## Magánélete
1983. december 22-én férjhez ment Parker Stevenson színészhez, házasságuk 1997-ig tartott. Ez idő alatt azonban viszonyt is folytatott Patrick Swayze-vel, akivel együtt játszott az Észak és Dél című sorozatban. Kirstie először elvetélt, majd  babájuk halva született, ezért Stevensonnal örökbe fogadtak két gyereket: William True-t és Lillie Price-t.

### Szcientológia
Elismerte, hogy 1976 és 1979 között kokainfüggő volt, amelyből a Szcientológiai Egyház egyik drogellenes programja segítségével tudott talpra állni. Kirstie metodista vallású volt, barátai John Travolta és felesége, Kelly Preston hatására belépett a Szcientológiai Egyház kötelékébe. Azóta ő lett a szcientológiai egyház drogellenes kampányának képviselője és jelentős összegekkel támogatja az egyházat.

### Halála
2022 májusában 4. stádiumú vastagbélrákot diagnosztizáltak nála, miután hátfájás miatt kereste fel orvosát. Ezt követően kemoterápiás kezeléseken esett át a floridai Tampában található Moffitt Cancer Centerben. 2022. december 5-én Alley a floridai Clearwaterben lévő otthonában halt meg, 71 évesen. 

## Filmográfia

### Film
| Év   | Magyar cím                         | Eredeti cím                     | Szerep                                  | Magyar hang      |
| ---- | ---------------------------------- | ------------------------------- | --------------------------------------- | ---------------- |
| 1982 | Űrszekerek II: A Khan bosszúja     | Star Trek II: The Wrath of Khan | Saavik                                  | Kiss Erika       |
| 1983 |                                    | One More Chance                 | Sheila                                  |                  |
| 1984 | Bajnokok                           | Champions                       | Barbara                                 |                  |
| 1984 | Fantomkép                          | Blind Date                      | Claire Simpson                          | Zsurzs Kati      |
| 1984 | Gyilkos robotok                    | Runaway                         | Jackie Rogers                           | Juhász Judit     |
| 1987 | Botcsinálta tanerő                 | Summer School                   | Ms. Robin Elizabeth Bishop              | Liptai Claudia   |
| 1988 | Drágám, terhes vagyok!             | She's Having a Baby             | Kirstie Alley (stáblistán nem szerepel) |                  |
| 1988 | Gyilkos lövés (Ölni vagy meghalni) | Shoot to Kill                   | Sarah Rennell                           | Kovács Nóra      |
| 1988 | Gyilkos lövés (Ölni vagy meghalni) | Shoot to Kill                   | Sarah Rennell                           | Szirtes Ági      |
| 1989 | Örömkölyök                         | Loverboy                        | Dr. Joyce Palmer                        |                  |
| 1989 | Nicsak, ki beszél!                 | Look Who's Talking              | Mollie                                  | Bánsági Ildikó   |
| 1990 | Kitúr-lak                          | Madhouse                        | Jessie Bannister                        | Radó Denise      |
| 1990 | Kitúr-lak                          | Madhouse                        | Jessie Bannister                        | Kökényessy Ági   |
| 1990 | Házinyúlra nem lövünk              | Sibling Rivalry                 | Marjorie Turner                         | Bánsági Ildikó   |
| 1990 | Házinyúlra nem lövünk              | Sibling Rivalry                 | Marjorie Turner                         | Tóth Enikő       |
| 1990 | Házinyúlra nem lövünk              | Sibling Rivalry                 | Marjorie Turner                         | Major Melinda    |
| 1990 | Nicsak, ki beszél még!             | Look Who's Talking Too          | Mollie                                  | Bánsági Ildikó   |
| 1993 | Nicsak, ki beszél most!            | Look Who's Talking Now          | Mollie                                  | Bánsági Ildikó   |
| 1995 | Elátkozottak faluja                | Village of the Damned           | Dr. Susan Verner                        | Prókai Annamária |
| 1995 | Kettőn áll a vásár                 | It Takes Two                    | Diane Barrows                           | Bánsági Ildikó   |
| 1996 | Csihi-puhi (Üsd és vágd)           | Sticks & Stones                 | Joey anyja                              |                  |
| 1997 | Nevada                             | Nevada                          | McGill                                  | Kocsis Mariann   |
| 1997 | Agyament Harry                     | Deconstructing Harry            | Joan                                    | Bánsági Ildikó   |
| 1997 | Szegény embert az Amish húzza      | For Richer or Poorer            | Caroline Sexton                         | Kocsis Mariann   |
| 1999 |                                    | The Mao Game                    | Diane Highland                          |                  |
| 1999 | Szépségtépő verseny                | Drop Dead Gorgeous              | Gladys Leeman                           |                  |
| 2004 | Elbaltázott éjszaka                | Back by Midnight                | Gloria Beaumont                         | Zakariás Éva     |
| 2013 |                                    | Syrup                           | Kirstie Alley                           |                  |
| 2015 | Véletlenből szerelem               | Accidental Love                 | Rita néni                               | Bánsági Ildikó   |

### Televízió
| Év        | Magyar cím                       | Eredeti cím                | Szerep                       | Megjegyzések                                                                      |
| --------- | -------------------------------- | -------------------------- | ---------------------------- | --------------------------------------------------------------------------------- |
| 1978      |                                  | Quark                      | szolgálólány                 | 1 epizód (stáblistán nem szerepel)                                                |
| 1983      |                                  | Highway Honeys             | Draggin' Lady                | tévéfilm                                                                          |
| 1983      | Szerelemhajó                     | The Love Boat              | Marion Stevens               | 1 epizód                                                                          |
| 1983–1984 |                                  | Masquerade                 | Casey Collins                | főszereplő (13 epizód)                                                            |
| 1984      |                                  | Sins of the Past           | Patrice Cantwell             | tévéfilm                                                                          |
| 1985      | Egy Playboy nyuszi emlékei       | A Bunny's Tale             | Gloria Steinem               | - tévéfilm - magyar hangja: - Détár Enikő                                         |
| 1985–1986 | Észak és Dél                     | North and South            | Virgilia Hazard              | - főszereplő - magyar hangja: - Balázs Ágnes                                      |
| 1985–1987 |                                  | The Hitchhiker             | Jane L. Angelica             | 2 epizód                                                                          |
| 1986      | Bel-Air hercege                  | Prince of Bel Air          | Jamie Harrison               | tévéfilm                                                                          |
| 1986      |                                  | Stark: Mirror Image        | Maggie Carter                | tévéfilm                                                                          |
| 1987–1993 | Cheers                           | Cheers                     | Rebecca Howe                 | főszereplő (148 epizód)                                                           |
| 1987      | Hűtlenség                        | Infidelity                 | Ellie Denato                 | - tévéfilm - magyar hangja: - Bánsági Ildikó                                      |
| 1988      |                                  | Mickey's 60th Birthday     | Rebecca Howe                 | tévéfilm                                                                          |
| 1991–1993 | Saturday Night Live              | Saturday Night Live        | önmaga (házigazda)           | 2 epizód                                                                          |
| 1991      |                                  | Flesh 'n' Blood            | Starr Baxter                 | 1 epizód                                                                          |
| 1993      |                                  | Wings                      | Rebecca Howe                 | 1 epizód                                                                          |
| 1994      | David anyja                      | David's Mother             | Sally Goodson                | tévéfilm                                                                          |
| 1995      | Péter és a farkas                | Peter and the Wolf         | Annie / Bird / Duck (hangja) | tévéfilm                                                                          |
| 1996      | Lököttek háza                    | Radiant City               | Gloria Goodman               | tévéfilm                                                                          |
| 1996      | Derült égből                     | Suddenly                   | Marty Doyle                  | tévéfilm (vezető producer)                                                        |
| 1997–2000 |                                  | Veronica's Closet          | Veronica Chase               | - főszereplő (67 epizód) - producer (66 epizód)                                   |
| 1997      |                                  | Ink                        | Dahlia                       | 1 epizód                                                                          |
| 1997      | A fogtündér                      | Toothless                  | Dr. Katherine Lewis          | tévéfilm                                                                          |
| 1997      | Az utolsó keresztapa             | The Last Don               | Rose Marie Clericuzio        | minisorozat (3 epizód)                                                            |
| 1998      |                                  | The Last Don II            | Rose Marie Clericuzio        | minisorozat (2 epizód)                                                            |
| 2001      | A szexbomba                      | Blonde                     | Elsie                        | minisorozat (2 epizód)                                                            |
| 2001      | Dharma és Greg                   | Dharma & Greg              | Dr. Tish                     | 1 epizód (stáblistán nem szerepel)                                                |
| 2002      |                                  | Glory Days                 | Mike ügynöke                 | próbaepizód (nem került adásba)                                                   |
| 2003      | A salemi boszorkányper           | Salem Witch Trials         | Ann Putnam                   | - tévéfilm - magyar hangja: - Menszátor Magdolna                                  |
| 2003      |                                  | Profoundly Normal          | Donna Lee Shelby Thornton    | tévéfilm (vezető producer)                                                        |
| 2004      | Nyomtalanul                      | Without a Trace            | Noreen Raab                  | 1 epizód                                                                          |
| 2004      | Családi bűnök                    | Family Sins                | Brenda Geck                  | tévéfilm                                                                          |
| 2004      | Féltve őrzött titkok             | While I Was Gone           | Jo Beckett                   | tévéfilm                                                                          |
| 2005      |                                  | Fat Actress                | Kirstie Alley                | - főszereplő (7 epizód) - forgatókönyvíró (7 epizód) - vezető producer (7 epizód) |
| 2006      | Férjek gyöngye                   | The King of Queens         | Kirstie Alley                | 1 epizód                                                                          |
| 2007      | Mit ér a nő, ha 50?              | Write & Wrong              | Byrdie Langdon               | - tévéfilm - vezető producer                                                      |
| 2007      |                                  | The Minister of Divine     | Sydney Hudson                | tévéfilm                                                                          |
| 2008      |                                  | The Hills                  | önmaga                       | 1 epizód                                                                          |
| 2010      | Nicsak, ki hízott meg?           | Kirstie Alley's Big Life   | önmaga                       | főszereplő és vezető producer                                                     |
| 2011–2012 |                                  | Dancing with the Stars     | önmaga (versenyző)           | 34 epizód                                                                         |
| 2012      |                                  | The Manzanis               | Angela                       | tévéfilm                                                                          |
| 2013      |                                  | Baby Sellers               | Carla Huxley                 | tévéfilm                                                                          |
| 2013–2014 |                                  | Kirstie                    | Maddie Banks                 | főszereplő és vezető producer                                                     |
| 2013–2014 | Vérmes négyes                    | Hot in Cleveland           | Maddie Banks                 | 2 epizód                                                                          |
| 2015      | A semmi közepén                  | The Middle                 | Pam Staggs                   | 1 epizód                                                                          |
| 2016      |                                  | Flaked                     | Jackie                       | 1 epizód                                                                          |
| 2016      | Scream Queens – Gyilkos történet | Scream Queens              | Ingrid Hoffel                | főszereplő (10 epizód)                                                            |
| 2018      |                                  | Celebrity Big Brother      | önmaga (versenyző)           |                                                                                   |
| 2019      | A Goldberg család                | The Goldbergs              | Janice Bartlett              | 1 epizód                                                                          |
| 2020      |                                  | You Can't Take My Daughter | Suzanne                      | tévéfilm                                                                          |
| 2022      | Az álarcos énekes                | The Masked Singer          | Baby Mammoth                 | - 7. évad - 8. epizód kiesője                                                     |

## Fordítás
- Ez a szócikk részben vagy egészben  a   Kirstie Alley című angol Wikipédia-szócikk fordításán alapul.  Az eredeti cikk szerkesztőit annak laptörténete sorolja fel. Ez a jelzés csupán a megfogalmazás eredetét és a szerzői jogokat jelzi, nem szolgál a cikkben szereplő információk forrásmegjelöléseként.